# Казімеж Фердинанд Пуласький
Казімеж Фердинанд Пуласький (пол. Kazimierz Ferdynand Pułaski, 19 січня 1846, Борушківці, нині Любарського району — 5 січня 1926, Познань) — польський зем'янин, історик, генеалог.

## З житєпису
Батько — Адам Пуласький (1806—1882), власник опатівських маєтків в Україні та маєтку в селі Борушківці. Мати — дружина батька Юлія з Ґадомських, власниця маєтку в селі Завадинці (тепер Городоцький район Хмельницької області).
У середині 1870-х посів маєток у Завадинцях, де господарував до 1918 року. Маєток у селі спалили 1918 року, разом з ним згорів зібраний К. Ф. Пулаським родинний архів.
У його працях «Szkice і poszukiwania historyczne» (5 тт., 1887—1909) і «Kronika polskich rodów szlacheckich Podola, Wołynia і Ukrainy» (1911) є чимало матеріалів до середньовічної та ранньомодерної історії України.
Помер у Познані, був похований на місцевому старому гарнізонному цвинтарі.

## Сім'я
Дружина — з 1872 року Ядвіга Якубовська. Діти:
- Юзеф (1873)
- Францішек Ян Пуласький — польський історик та дипломат
- Адам (1879)
- Гелена (1889)